# Non dirlo a nessuno (film 2020)
Non dirlo a nessuno è un film del 2020 diretto da Alex McAulay.
Il film è stato presentato in anteprima mondiale al Deauville Film Festival l'8 settembre 2020 ed è stato distribuito negli Stati Uniti il 15 gennaio 2021.

## Trama
Per sostenere la madre morente Carol, il diciassettenne Matt costringe il fratello quattordicenne Joey a derubare una casa sottoposta a fumigazione. La guardia di sicurezza Dave Hamby scopre i due ragazzi e li insegue attraverso una foresta, ma cade in un pozzo abbandonato. Matt insiste per lasciare Hamby nel pozzo in modo da non poter consegnarli alla polizia. Sentendosi in colpa per aver lasciato l'uomo intrappolato, Joey gli fa visita regolarmente per portargli acqua, cibo, un sacco a pelo ed un walkie-talkie. Quando scopre quello che sta facendo suo fratello, Matt urina sulla testa di Hamby per riaffermare così la propria autorità su di lui. Quando nonostante tutto Joey continua a legare con l'uomo, Matt infuriato fa cadere un barattolo di pesticidi aperto nel pozzo per uccidere Hamby. Joey poi affronta Matt quando scopre che suo fratello ha usato i soldi rubati destinati alla madre per organizzare una festa in un motel. Matt risponde dicendo ai partecipanti che Joey ruba ai pensionati e Joey si vendica rivelando che Matt ha ucciso un uomo. Matt minaccia e picchia Joey.
Joey torna a casa dove, ascoltando il telegiornale, scopre che l'uomo nel pozzo è in realtà Randy Michael Sadler, un fuggitivo ricercato dalla polizia per aver ucciso moglie e figli. Joey torna al pozzo e scopre che Randy è sopravvissuto al pesticida indossando la maschera antigas che Joey ha lasciato cadere durante l'inseguimento. Randy ammette di aver rubato l'uniforme di una guardia di sicurezza e che stava cercando di recuperare il denaro rubato dai due fratelli per sé. Joey propone a Randy di aiutarlo ad uscire dal pozzo in cambio di un aiuto per punire Matt. Joey porta Randy a casa dopo aver usato una corda per tirarlo fuori dal pozzo. Carol riconosce subito Randy dal notiziario ed è scioccata nello scoprire che Joey sta aiutando l'uomo a fuggire.
Dopo aver denunciato Joey per furto, Matt conduce a casa gli agenti Smith e Crane. Qui Randy spara ad entrambi i poliziotti, ma Joey gli impedisce di ucciderli. Randy e Joey poi portano Matt nel pozzo nella foresta. Dopo aver spinto Matt nel pozzo, Randy costringe Joey a gridare invettive rabbiose a suo fratello. Randy poi spinge anche Joey nel buco. Matt picchia selvaggiamente Joey e gli fa perdere i sensi. Randy inizia a zoppicare quando Carol lo affronta sotto tiro. Carol rivela di aver ucciso il marito violento. A seguito di una conversazione sulla sua famiglia problematica, Carol spara a Randy uccidendolo. Matt riesce a svegliare Joey, poi i due si abbracciano mentre Carol va in loro soccorso.

## Produzione
Nel gennaio 2019 è stato annunciato che Jack Dylan Grazer, Fionn Whitehead, Rainn Wilson e Mena Suvari si erano uniti al cast del film, con Alex McAulay alla regia da una sceneggiatura scritta da lui stesso.

## Distribuzione
Il film è stato presentato in anteprima mondiale al Deauville Film Festival l'8 settembre 
2020. Avrebbe dovuto essere stato presentato in anteprima al Tribeca Film Festival il 23 aprile 2020, ma il festival venne annullato a causa della pandemia di COVID-19. Poco dopo, la Saban Films ha acquisito i diritti di distribuzione nordamericana del film. Il film è uscito il 15 gennaio 2021 in 115 sale e in VOD distribuito dalla Saban.
È stato distribuito in DVD e Blu-ray dalla Lionsgate il 16 marzo 2021.

## Accoglienza

### Botteghino
Alla fine del suo terzo fine settimana nelle sale, il film aveva incassato 167.000 dollari.

### Critica
Sul sito Rotten Tomatoes, il film ha un punteggio di approvazione del 71% basato su 14 recensioni, con una valutazione media di 6,1/10. Su Metacritic, il film ha un punteggio medio ponderato di 45 su 100, basato su quattro critici, che indica "recensioni contrastanti o medie."
Richard Whittaker di The Austin Chronicle ha scritto: "Per quanto riguarda Wilson, si inserisce senza sforzo in questa equazione come padre delegato a cui Matt può infliggere il suo unico senso di vendetta contro il suo defunto padre, e nel quale Joey trova qualcosa come l'approvazione dei genitori."